# 科洛季亞濟基
50°17′54″N 28°56′32″E / 50.29833°N 28.94222°E
科洛季亞濟基（烏克蘭語：Колодязьки）是烏克蘭北部的村莊，隸屬日托米爾州的日托米爾區。該村始建於1929年，面積0.46平方公里，海拔高度192米，2001年人口118，人口密度每平方公里254.86人。